# メアリー・ベル
メアリー・フローラ・ベル（Mary Flora Bell, 1957年5月26日 - ）は、イングランドの殺人犯である。1968年、彼女はニューカッスル・アポン・タイン(Newcastle upon Tyne)の郊外にあるスコッツウッド(Scotswood)にて、2人の少年を殺害した。1人目を殺したときのメアリーは10歳であった。どちらの事件でも、彼女は犠牲者たちに対して「（彼らの）喉に痛みが走っている」と告げ、彼らを殺す前にその首に按摩を施していた。1968年12月、11歳のメアリー・ベルはニューカッスル巡回裁判に出席し、両方の殺人で有罪判決を受けたが、「責任能力が低下していた」と判断され、故殺罪（殺意なくして不法に人を殺害した罪）で有罪判決ならびに終身刑を宣告された。また、メアリーの共犯者だった13歳の少女は全ての容疑で無罪を宣告された。
1980年、メアリー・ベルは23歳のときに釈放された。裁判所命令に基づき、彼女は生涯に亘って匿名での生活が認められた。その後、彼女の娘と孫娘の身元を保護するため、匿名性はさらに拡大された。それ以降、彼女は仮名を名乗って暮らしている。

## 生い立ち
メアリー・フローラ・ベルは、1957年にスコッツウッドの貧しいスラム街に生まれた。母、エリザベス・"ベティ"・ベル(Elizabeth "Betty" Bell, 旧姓は「McCrickett」）は、地元ではよく知られた売春婦であった。彼女はグラスゴウ(Glasgow)へ出稼ぎに向かい、子供の世話については夫に任せており、しばしば家を留守にしていた。メアリーはエリザベスの2番目の子供であり、彼女が17歳の時に産んだ。メアリーの実の父親が誰なのかは不明である。メアリーは、自分の父親は「ウィリアム・"ビリー"・ベル」(William "Billy" Bell)だ、と人生の長きに亘って信じていた。ウィリアムは暴力的な性格で、アルコール依存症であり、常習的な武装強盗の逮捕歴の持ち主でもあった。エリザベスと結婚したとき、メアリーは乳児であり、ウィリアムがメアリーの実の父親であるかどうかは不明のままである。
メアリーは望まれぬ子供であり、ほったらかしにされていた。メアリーの叔母、イーサ・マクリケット(Isa McCrickett)によれば、メアリーを産んで数分後、エリザベスは医局員がメアリーを自分の腕の中に抱かせようとすると突如激高し、以下のように叫んだという。
「Take the thing away from me!」（「さっさと片付けてちょうだい！」）

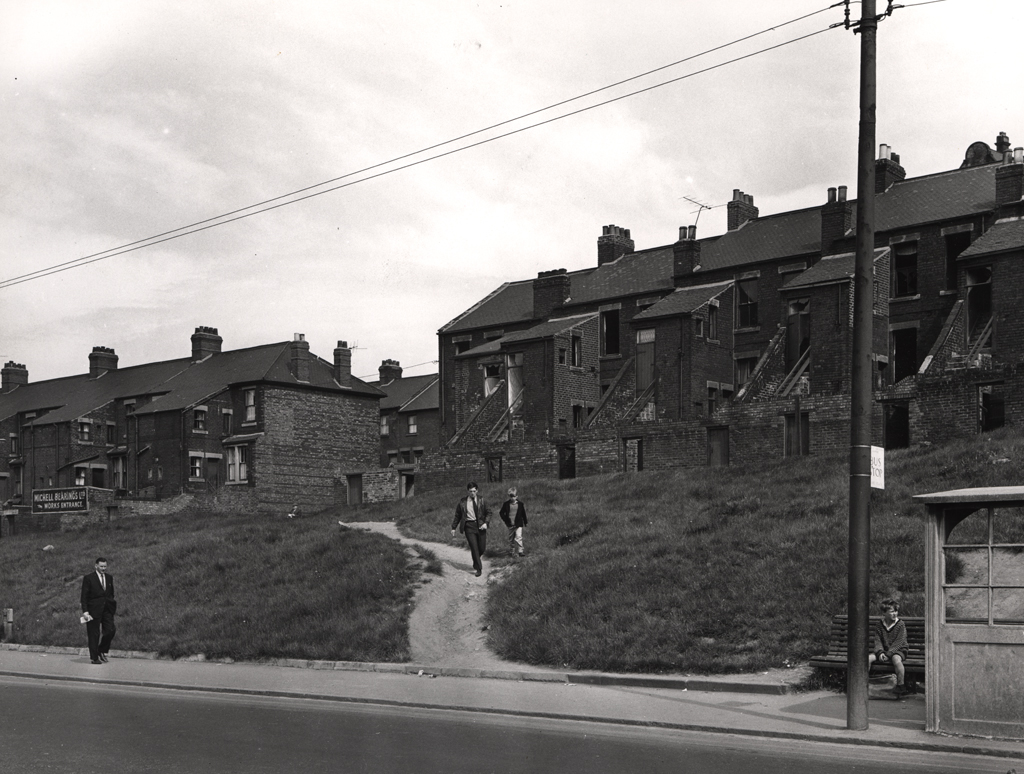
1966年当時のホワイトハウス・ロード。メアリー・ベルは、ここの70番地に住んでいた。

赤子、幼児、幼年時代を通じて、メアリーは自宅で母エリザベスと一緒にいたころによく怪我を負っていた。家族は、エリザベスがメアリーに対して故意に無関心であるか、あるいは意図的に娘に危害を加えようとしたか、もしくは殺そうとしたのではないかと考えるようになった。1960年頃のある時、エリザベスはメアリーを1階の窓から落とした。またある時には、睡眠薬を無理やり飲ませた。さらには、自分の子供がおらず、精神的に不安定なところがある女性にメアリーを売り飛ばしたこともあった。その後、エリザベスの姉、キャスリンが一人でニューカッスル各地を東奔西走し、この女性からメアリーを取り返し、ホワイトハウス・ロードに住むエリザベスの家に子供を返す羽目になった。エリザベスは、自身の過失と子供への虐待にもかかわらず、「メアリーの養育権を取得してはどうか」という家族からの度重なる申し出を受けていたが、彼女はこれを拒否した。伝えられるところでは、1960年代半ばの時点でエリザベスはサドマゾヒズム(Sadomasochism)の集まりに参加していた。彼女はその「女帝」となり、幾人もの客に対してメアリーに対する性的虐待を許可し、奨励していたという。

### 気質
メアリーは、家庭でも学校でも、感情の起伏の激しさや慢性的な遺尿症といった、不穏で予測不能な挙動の兆候を数多く示していた。彼女は他の子供たち（相手は男女問わず）と頻繁に喧嘩し、同級生や遊び仲間の首を絞めたり、窒息させようとしたことも何度かあった。ある時には、砂で少女の気管を塞ごうとした。このような暴力的な素行から、子供たちの多くはメアリーとの付き合いに消極的になった。メアリーは、隣家に住んでいた13歳の少女、ノーマ・ジョイス・ベル(Norma Joyce Bell, 1955 - 1989)と過ごすようになる。2人はいずれも同じ名字であったが、血縁関係は無い。
デラヴァル・ロード小学校(Delaval Road Junior School)にいた当時の級友（女性）の1人によれば、1968年までには、彼女や他の仲間たちも、メアリーの突然の挙動の変化に慣れていた。メアリーが頭を振ったり、冷酷な視線を送ったりといった、苦痛に満ちた特質を露にしたとき、彼女は暴力的になること、その視線の焦点の先にいるのが彼女の攻撃相手であることを、級友たちは本能的に理解したという。

### 最初の暴力事件
1968年5月11日の土曜日、スコッツウッドにある聖マーガレット街道(St. Margaret's Road)付近で、3歳の男の子が血を流しながら放心状態で彷徨っていた。その子は警察に対し、現在は使われていない防空壕の上で、メアリー・ベルとノーマ・ベルの2人と一緒に遊んでいたところ、2人のうちの一人（どちらなのかは不明）に、屋根から地面まで7フィート（約2.1メートル）の高さから突き落とされ、頭に深刻な裂傷を負わされた、と告げた。さらにこの日の夕方、ある3人の少女の両親が警察に通報した。砂場で遊んでいた娘たちを、メアリーとノーマの2人が絞め殺そうとした、という訴えであった。
その日の夜、メアリーとノーマの2人はこの事件について事情聴取を受けた。防空壕での件については、2人とも、「男の子が倒れ、その頭の傷から大量に出血しているのを発見しただけ」と言い、一切の過失責任を否定した。砂場で遊んでいた3人の少女が絞殺されそうになった件についても、メアリーはこの事件について「全く知らない」と否定した。一方、ノーマはメアリーが少女たち一人一人の"喉を絞め上げよう"としたことは認めたうえで、以下のように語った。
「メアリーは少女の一人の前に立って、こう言ったのよ。『人の首を絞めたらどうなるの？死ぬのかしら？』、そのあとにメアリーはその娘の喉を掴んだの。その娘の顔は青ざめていったわ。私はメアリーに止めるよう言ったけど、彼女は聞かなかったわ。それからメアリーはポウリーン(Pauline)の喉に手を回したの。ポウリーンの顔も同じように青ざめていったわ。もう1人、スーザン・コーニッシュ(Susan Cornish)がやってきたんだけど、メアリーはスーザンの首も絞めようとしたのよ」
警察は、この事件とメアリーの凶暴な性質を地元当局に正式に通知したが、メアリーもノーマもまだ幼いゆえに訓戒を受けたのみであり、それ以上の措置が取られることは無かった。

## 殺人

### 事件の背景
1960年代のニューカッスル・アポン・タインでは、大規模な都市再生事業が行われていた。市内の多くの特別区では、近代的な住宅や集合住宅を建設するため、ヴィクトリア王朝時代に建てられた棟続きの建物があるスラム街が取り壊されたが、複数の家庭はその取り壊しの対象となった建物に住んでおり、議会による新しい住宅が建つまで待っていた。地元にいる子どもたちは、廃屋となった建物の内部やその近く -請負業者の手で取り壊され、一部が整えられ、瓦礫が散乱した広大な土地- で頻繁に遊んでいた。その土地のひとつに、地元の子供たちから「Tin Lizzie」と呼ばれていた、鉄道路線に近い広大な空き地があった。聖マーガレット街道は、この空き地に並行して続く街路であった。

### マーティン・ブラウンの殺害
1968年5月25日、メアリー・ベルが11歳の誕生日を迎える前日、彼女は聖マーガレット街道85番地にある廃屋の2階にある寝室で、当時4歳であったマーティン・ブラウン(Martin Brown)の首を絞めて殺した。これはメアリー単独の犯行であると考えられている。午後3時30分頃、3人の子供たちがマーティン・ブラウンの遺体を発見した。マーティンは両腕を頭上に伸ばしており、仰向けに倒れていた。マーティンの口の周りには出血と（マーティンが）泡を吹いた形跡が見られたが、暴行を受けた様子は無かった。地元の労働者の1人、ジョン・ホール(John Hall)がすぐに現場に到着し、心肺蘇生法を試みるも、無駄に終わった。ホールが心肺蘇生を試みているその最中に、メアリー・ベル（彼女は地元では「メイ」(May)の名で呼ばれていた）とノーマ・ベルの2人が現場に姿を現わした。2人はすぐに建物から追い出された。2人は、マーティンの叔母、リタ・フィンリイ(Rita Finlay)が住む建物の出入り口の扉を叩き、以下のように伝えた。
「叔母さんの子供の1人が事故に遭ったの。あれはマーティンだと思うんだけど、彼の身体は血だらけで、識別できないのよ」
翌日、医師のバーナード・ナイト(Bernard Knight)がマーティン・ブラウンの遺体の検死を行った。ナイトによれば、マーティンの遺体には暴力の痕跡が見付からず、その死因は特定できなかったが、「マーティンは錠剤を呑んで中毒死したのではないか」という捜査官の説を否定できた。現場検証の際、警察は、マーティンの遺体が発見された廃屋内で、遺体の近くにあったものを含めて、中身が空の錠剤ボトルを複数発見していた。
6月7日には、「死因は不明」との評決が下された。

### 保育園荒らし
5月26日、11歳の誕生日を迎えたメアリーは、ノーマと一緒にウッドランド・クレッセント(Woodland Crescent)の近くにある保育園に押し入り、破壊行為を遂行した。2人は粘板岩の屋根の瓦を剥がして施設内に侵入した。本を引き裂き、机をひっくり返し、インクや貼り紙の絵の具を塗りたくって建物を汚してから逃亡した。翌日、職員が侵入と破壊行為の形跡を発見し、すぐに警察に通報した。現場に駆け付けた警察は、4枚の覚書が残されてあるのに気付いた。これはマーティン・ブラウンの殺害を主張する内容であり（※原文は単語の誤字が目立つほか、適切な空白が無かったり、適切な位置にカンマが書かれていない）、1枚目の覚書には以下のように書かれてあった。
```
「
I murder SO That I may come back
」（「俺がまた戻ってこられるよう、人を殺す」）
```

2枚目の覚書には以下のように書かれてあった。
```
「
WE did murder martain brown fuckof you bastard
」（「俺らがマーテイン・ブラウンを殺したんだよ。このろくでなしのクズ野郎めが」）
```

3枚目の覚書には以下のように書かれてあった。
```
「
Fuch off we murder. Watch out Fanny and Faggot.
」（「間抜けめ。我々は殺し屋だ。
まんこ
と
ホモ野郎
に用心しな」）
```

最後の覚書は最も煩雑な文章であり、以下のように書かれてあった。
```
「
You are mice Y Becurse we murdered Martain Go Brown you Bete Look out THERE are Murders about By Fanny and auld Faggot you Screws.
」（「お前らは臆病者だ。俺たちがマーテイン・ゴー・ブラウンを殺したんだからな。この外道が。気をつけろよ、まんこと忌々しいホモ野郎による殺人がもうすぐ起こるぞ。クズどもが」）
```

警察はこれを「悪趣味で稚拙ないたずら」として処理した。これら4枚のうちの1枚は保育園内の電話の台座に置かれており、他の3枚は教室で発見された。
2日後の5月29日、マーティン・ブラウンの葬儀が行われる直前、度胸比べに興じるかのように 、2人の少女はマーティンの母・ジューンの家を訪れ、「マーティンに会わせて欲しい」と頼んだ。ジューンが、息子は死んでいるから無理である趣旨を告げると、メアリーはこう返答した。「Oh, I know he's dead; I want to see him lying dead in his coffin.」（「あら、彼が死んでいるのは知ってるわ。棺の中で眠る彼の姿を確認したいのよ」）。

### ブライアン・ハウの殺害
3歳の男の子、ブライアン・ハウ(Brian Howe)は、自宅の外の通りで、自身の兄弟の一人、飼い犬、メアリー・ベル、そして、ノーマ・ベルと遊んでいた。ブライアンの両親が息子を目撃した最後の姿であり、1968年7月31日の午後のことであった。その日の午後になってもブライアンは帰ってこなかった。心配になった親族や近所の住民が通りを探したが、見付からなかった。午後11時10分、捜索隊が「Tin Lizzie」の上にあった2つの大きなコンクリート・ブロックの間に横たわっていたブライアンの遺体を発見した。
最初に現場に到着した警察官は、草叢や雑草の房に覆われた遺体を隠そうとした、「計画的ではあるが、ぎこちない」試みがなされている点を確認した。ブライアンの唇にはチアノーゼ現象が見られ、首には打撲傷と掻疵が複数あり、その足元には壊れたハサミが放置されていた。
検視官は、ブライアンの死因は絞殺であり、殺されてから遺体が発見されるまでの時間は最大で7時間半である、と結論付けた。犯人は、片手でブライアンの鼻孔を押し潰し、もう片方の手で彼の喉を握っていたことが明らかになった。ブライアンは、死ぬ前に脚を何度も刺されており、頭髪の一部が切り取られていた。性器の一部は切断され、腹には「M」の頭文字を刻まれるという猟奇的な所業がなされていた。のちに捜査官は、2人の少女がブライアンの死後にすぐに現場に戻り、ノーマがブライアンの腹部に「N」（自分の名前の頭文字）を軽く刻んでいた事実を発見した。この頭文字は、その後、メアリーが、折れ曲がった特徴的なハサミと剃刀を使って「M」の文字に修正し、そのハサミで彼の髪の一部を切り落とした。剃刀の刃は現場に隠されていた。
殺人の際にかかった圧力が比較的小さかったことから、検視官は、犯人は別の子供である、と結論づけた。
ブライアンの衣服や靴からは、灰色や涅色の繊維が多数発見された。これらの繊維はハウ家のどの衣類からも検出されず、犯人の手で残されたものであった。

## 犯罪捜査
ブライアン・ハウの遺体が発見されたことにより、大規模な犯人捜索の口火が切られた。ノーサンバーランド全土から100人を超える刑事が捜査に任命され、8月2日までに1200人以上の子供たちに対して、彼らの当日の居場所についての聞き込みが完了した。
メアリー・ベルとノーマ・ベルの2人は、8月1日に刑事から尋問を受けていた。「2人が、ブライアンが死んだと思われる直前に一緒に遊んでいるところを見た」という目撃情報が、捜査当局に既に報告されていた。最初に聞き込みを受けた際、ノーマが動揺しているように見えたのに対して、メアリーは際立って観察力が鋭く、寡黙であった。メアリーとノーマの2人は、当初は尋問から逃げるような態度であり、供述の内容には矛盾が見られた。2人とも、ブライアンが死亡した当日に彼と一緒に遊んでいたことは正直に認めたが、昼食後に彼の姿を見たことについては否定した。翌日、メアリーはさらに尋問を受けた。その中で、「7月31日の午後、地元に住む8歳の少年がブライアンと遊んでいるのを見た記憶があり、その少年がブライアンをひっぱたく姿を見たのも覚えている」と発言した。さらに、その少年の身体は野原の上を転げ回ったかのように雑草まみれで、小さなハサミを一本所持していたことも覚えている、と述べた。そのときの様子について、メアリーは以下のように説明した。
「その子が例のハサミで猫の尻尾を切り落とそうとしているのを見たんだけど、片方の足が折れ曲がっていたりして、どこか様子が変だったの」
捜査主任警部のジェイムス・ドブスン(James Dobson)は、メアリーのこの供述により、彼女こそが真犯人である、と確信したという。現場に置かれてあった壊れたハサミの存在について知っていたのは、警察だけであったためである。また、メアリーが供述の中で名前を挙げた地元の少年はすぐさま取り調べを受けたが、彼は7月31日の午後にニューカッスル国際空港(Newcastle International Airport)にいたことが判明しており、多くの目撃情報が、この子の両親の主張の裏付けにつながった。

### 自白
8月4日の午後、ノーマ・ベルの両親は警察に連絡した。ブライアン・ハウの死について、娘は何か知っているようであり、それを告白したがっている、というものであった。ジェイムス・ドブスンはノーマ・ベルの自宅を訪問し、ノーマに対して正式な形での訓戒を告げたのち、何を知っているのか教えて欲しい、と尋ねた。ノーマによれば、自分はメアリーに連れられて「Tin Lizzie」へ向かい、そこでブライアンの遺体を見せられ、そのあとに、どのようにしてブライアンを絞め殺したか、をメアリーは実演してみせたという。ノーマの証言では、メアリーは楽しそうにブライアンの首を絞め、その後、現場に隠してあった剃刀と壊れたハサミを使ってブライアンの腹に傷痕を付けたのだという。その後、ノーマは警察を犯行現場に案内し、剃刀の隠し場所を明かした。ノーマがブライアンの腹部に刻んだ創傷の描画は、検視官による説明と正確に一致していた。
8月5日の未明、警察はメアリー・ベルの自宅を訪問した。このとき、以前の供述との矛盾を突き付けられた彼女は、明らかに身構えた態度で警察に対して以下のように明言した。
「これは洗脳よ。弁護士を呼んで。ここから出してもらうの」
その日のうちに、ノーマは再び尋問を受けた。このとき、ノーマはメアリーがブライアンを絞殺した際、その現場に立ち会ったことを認める趣旨を供述した。それによれば、メアリー、ノーマ、ブライアンの3人で「Tin Lizzie」にいたとき、メアリーは「気が触れたかのように」ブライアンを草叢に押しやって首を絞め、その後にこう言ったという。「手が疲れてきたわ。代わって」。その後、ノーマはメアリーとブライアンを残して現場から走り去った。
メアリーとノーマの着ていた衣服の法医学的鑑定が実施され、その鑑定結果によれば、ブライアンの遺体の表面から発見された灰色の繊維は、メアリーが所有していた毛織のドレスとぴったり一致した。ブライアンの履いていた靴に付着していた涅色の繊維は、ノーマが所有していたスカートとぴったり一致した。

## 逮捕
1968年8月7日、ブライアン・ハウは地元の墓地に埋葬された。彼の葬儀には200人を超える人々が参列した。ジェイムス・ドブスンによれば、葬儀の冒頭、ブライアンの遺体が入った棺が自宅から運び出されてきたとき、メアリー・ベルはハウ家の外に立っていたという。ドブスンはのちに以下のように述懐している。
「家の外に立っていた彼女は、声を上げて笑い、揉み手をしていた。私はこう考えた。『なんということだ。はやくあの子を捕まえなければ。さらに犠牲者が出てしまう』」
ドブスンは、その日のうちにメアリー・ベルを逮捕するつもりでいたという。
8月7日、午後8時、メアリー・ベルとノーマ・ベルの2人は正式に告発された。メアリーはこれに対して「構わないわ」と応じた。ノーマは突然泣き崩れ、「この借りは返すわ」と簡潔に宣言した。
参考人による立ち会いのもと、メアリーは調書を作成した。彼女はブライアン・ハウが殺されたときにその場にいたことは認めたが、実際に殺したのはノーマだ、と主張した。また、マーティン・ブラウンを殺した翌日、メアリーとノーマがウッドランド・クレッセントの近くにある保育園に侵入して荒らし、2人で覚書を書き殴ってそれを残していったことも認めた。

### 精神診断
逮捕された直後に、2人は精神診断を受けた。ノーマには知的障害の面が見られ、感情が表に出やすく、人の言いなりになりやすい性質が見られるのに対し、メアリーは利口ではあるが狡猾であり、感情の起伏が激しいことが分かった。時折、何かを話そうとするもすぐに不機嫌になり、内省的で自己防衛に走ろうとする性質が見られた。
メアリーを診察した4人の精神科医は、メアリーについて、「精神障害(Mental disorder)というわけではないが、『精神病質性人格障害』(Psychopathic Personality Disorder)に陥っている」と結論付けた。医師のデイヴィッド・ウェストベアリー(David Westbury)は、公訴局長官に向けてまとめた公式報告書の中で「メアリーの社会技能は原始的で未発達であり、無意識的な否認（受け入れ難い状況を認めない）傾向があり、阿諛追従、人心操作、不平不満、他人への虐げ、逃避もしくは暴力で構成されている」とまとめた。また、ウエストベアリーはメアリーについて「治療が必要な精神障害を患っている」と診断した。

## 裁判
1968年12月5日、ニューカッスル巡回裁判所にて、マーティン・ブラウンとブライアン・ハウが殺された事件について、メアリー・ベルとノーマ・ベル、2人の裁判が始まった。この裁判の判事を担当したのはラルフ・キューザック(Ralph Cusack)であった。公訴事実に対し、メアリーとノーマの両名とも「無罪」を主張した。勅選弁護人(Queen's Counsel)については、メアリー・ベルにはハーヴィー・ロブスン(Harvey Robson)、ノーマ・ベルにはR・P・スミス(R. P. Smith)がそれぞれ付いた。公判の初日、ラルフ・キューザックは、被告人の年齢を理由に、匿名とする権利を放棄した（両弁護人はこの措置に抗議した）。このことを踏まえて、公判の期間中は、法廷内の中央にて、法定代理人の後ろ、両被告人の家族のすぐ近く、女性の私服警官と並んで座っているメアリーとノーマの名前、年齢、写真の公表が許可された。午前11時30分、裁判が開廷され、検察官のルドルフ・ライオンス(Rudolph Lyons)による公訴事実の読み上げが始まった。6時間におよぶ冒頭陳述の中で、ライオンスは、殺人事件の特徴と被告人の年齢が原因で、陪審員が「不快で過酷な」任務に対峙しているという趣旨を告げた。そして、検察側の意向として、「2人の少年は、いずれも同一犯の手で殺されたのだという事実を明示する、これら2つの殺人における類似点について説明する」と述べた。ライオンスは、マーティンとブライアン、2人の死を取り巻く状況、ならびに被告人が有罪であることを示す証拠について説明した。
ライオンスは冒頭陳述の中で、「両被告人には年齢差こそあれ、メアリーがノーマに対して優越的に振る舞っていたことは間違いない」としたが、メアリーとノーマは足並み揃えて行動し、「人を殺して得られる愉悦と気分の高揚を味わうためだけに」2人の子供を殺害したのであり、「両者とも等しく有罪である」と主張し、以下のように附言した。
「両被告人とも、自分たちのやっていることは許されざる行為であり、それがどのような結果を招くかということをよく認識していた」

### 被告側の証言
公判開始5日目、ノーマは自身の弁護のために証言台に立った。ノーマはマーティンとブライアン、2人の殺害の両方について否定したが、反対尋問では、メアリーの攻撃的な傾向や子供に暴力を振るった過去がある点、2人の少年の殺害について話し合ったことを認めた。ルドルフ・ライオンスから、メアリーがどのようにして子供を殺したかをノーマに対して実演してみせたかどうかについて尋問されると、ノーマはうなずいた。そして、メアリーがブライアン・ハウを絞め殺し始めた際、ノーマはその現場付近で遊んでいた少年たちに警告を発しなかった事実を認め、「そもそも、何がどうなるのかを認識できなかった」「例の少年たちが（コンクリート・ブロックの）近くにいたとき、メアリーは首を絞めるのを一時的に中断していたんです」と述べた。殺人におけるノーマ自身の役割について尋問された際、ノーマは「（マーティンの身体には）一切触っていない」と明言した。
12月12日、ノーマによる証言の終了後、メアリーによる証言が始まった。メアリーによる証言はおよそ4時間に及び、12月13日に終了した。あるとき、メアリーが女性警官の腕の中で泣き始めたことで、審議は一時的に中断した。
メアリーはノーマによる証言の内容を否定した。聖マーガレット街道でマーティン・ブラウンの遺体を確認したが、自分はマーティンに危害を加えたことは無いし、遺体発見後にノーマと一緒にマーティンの母親に対して息子の遺体を確認するよう頼んだのは、「お互いに大胆不敵であり、臆病風に吹かれるのは嫌だったから」と主張した。メアリーはまた、マーティンの死について知っていることを他人に打ち明けた理由について、「こうすることで、ノーマは間違いなく刑務所入りまっしぐらになるから」とした。
ブライアン・ハウの死について尋問されると、メアリーは「ブライアンを絞め殺したのはノーマであり、自分ではない」と主張し、「ただ立って見ているだけでした。私は動けなかった。接着剤に引っ張られていたかのように」と述べた。その後、メアリーは「ノーマは『お菓子が欲しいのなら、横たわりなさい』と告げてからブライアンを素手で絞め殺そうとしました。私はそれを止めさせようとしたのですが、防げませんでした」と発言した。メアリーのこの発言を受けて、ノーマは嗚咽しながら「ありえない。私はそんなことはしない」と繰り返し否定した。
メアリーはさらに、「ノーマの指先と爪が白く変色していた」ので、ノーマがブライアンの首に加えた圧力がどれほどのものだったかが分かった、と述べ、恐怖心と間違った忠義立てを理由に、ノーマの行為を当局に知らせなかったことを改めて認めた。
ノーマの母・キャスリンは、ブライアン・ハウが殺される数ヶ月前に、メアリーがノーマの妹・スーザンの首を絞めようとしている姿を夫と一緒に目撃し、夫がメアリーの肩を押しやり、メアリーは娘の喉元を握っていた手を離した、と証言した。
小児精神科医のイアン・フレイザー(Ian Frazer)は、ノーマの精神年齢は8歳10ヶ月であり、正邪を区別する能力は弱いが、告発された自身の行為の犯罪性については充分に理解している、と証言した。

### 最終弁論
12月13日、ノーマの弁護人であるR・P・スミスは、陪審員に向けて最終弁論を発表した。スミスは、2人の少女が同時に裁判にかけられているが、自身の依頼人であるノーマに不利な物的証拠は何も無いし、ノーマに不利に作用する唯一の証拠があるとすればメアリーによる告発の言葉だけだ、と強調した。スミスは陪審員に対し、「憤怒と敵意の感情を"抑制"して欲しい」「"この2人の少女"のうち、どちらか一方が犯した行為に対し、自分の蒔いた種は自分で刈らせる、という考え方は一切払拭して欲しい」と哀願した。
続いて、メアリーの弁護人であるハーヴィー・ロブスンが最終弁論を発表した。ロブスンは、メアリーの破綻した生い立ち、機能不全状態の家族、メアリーが心の中で描いている幻想と現実のはざまに横たわる正体不明の存在について説明した。
ロブスンはまた、デイヴィッド・ウェストベアリーの証言を引き合いに出した。ウェストベアリーは弁護側の代理として裁判に先立ってメアリーと数回面談しており、その中で、「メアリーは『精神の発達の遅れ』に分類される深刻な人格障害に苛まれており、これをもたらしたのは遺伝と環境的要因である、という"確然たる見解"をまとめた。ウェストベアリーが主張したこの異常性は、「メアリーの犯した行為に対する責任は、事実上、減殺される」というものであった。
ロブスンは、2人がマーティン・ブラウンの殺害後に保育園に侵入して残していった覚書を引き合いに出した。ロブスンはこの覚書について、2人の行為が「子供じみた気まぐれ」であり、メアリーにおいては、自分自身に関心を向けて欲しくて書いたのだということを証明するものだ、と明言した。
検察官のルドルフ・ライオンスは、最終弁論にて、この事件を「不気味で異様」と表現し、メアリーはノーマより年下であるにもかかわらず、明らかに優越的に接し、「普通以下の知能である」と認めたノーマに対して「スヴェンガーリ（「Svengali」。1894年の小説『Trilby』に登場する。悪意を抱いて他人を意のままに操る催眠術師）を彷彿とさせるような有無を言わさぬ影響力」を行使したと述べ、次のように主張した。
「この少女は、ノーマよりも2歳2カ月年下であるにもかかわらず、より利口でずる賢く、より威圧的な人格であった、と私は推論する」
ライオンスは、メアリーが警察や裁判所に吐いた数々の嘘についても述べ、メアリーが反省を示していない点や、人並外れた狡猾さについて説明した。

## 有罪判決
裁判は9日間に及んだ。12月17日、陪審団は評決を審議するため、退席した。審議は評決に至るまでに3時間25分に及んだ。1968年12月18日付けの『The Guardian』紙には「3時間40分」と書かれている。
メアリー・ベルは、殺人罪に関しては無罪となったが、「責任能力の低下」を理由に、2人の少年に対する故殺罪で「有罪」を宣告された。ノーマ・ベルは、いずれの容疑においても「無罪」の判決を受けた。
陪審員による評決を聞いたノーマは、興奮のあまり、その場で手を叩いた。一方、メアリーはその場で泣き出し、メアリーの母と祖母も落涙した。メアリーに対して「精神病患者に見られる典型的な症状」を示している、との診断を下した勅選の精神科医の言葉が、陪審員たちへの説得につながった、と考えられている。
判決を下した判事のキューザックは、メアリー・ベルを「危険な」人物と表現し、「子供たちを極めて重大な危険に晒す」存在であり、「一般市民を（メアリー・ベルから）保護するための措置を講じねばならない」と付言した。
メアリー・ベルは、女王陛下が必要と認める期間の拘留（Detained at Her Majesty's pleasure：君主制国家で不定期刑を表す表現）、つまり、事実上の無期限の禁固刑の身となった。

## 収監
メアリー・ベルは、最初はダーラム(Durham)にある拘置所に収容され、その後、サウス・ノーウッド(South Norwood)にある第二拘置所に移送された。1969年初頭、メアリーはマーズィーサイド州ニュートン＝ル＝ウィロウズ(Newton-le-Willows, Merseyside)にある若年犯罪者収容施設、レッド・バンク収監機構(Red Bank secure unit)に移送された。およそ24人いる受刑者の中で唯一の女性の収監者であった。
メアリーはここで、院長と信頼関係を育んだという。のちに彼女は、この施設の職員と複数の受刑者から性的虐待を受けたと主張している。メアリーによれば、この性的虐待は、13歳の時から始まったのだという。レッド・バンク収監機構に収容されていたころに性的虐待を受けた、とするメアリーの主張は、1977年、彼女が20歳のときに開放型刑務所(Open Prison)から脱走し、のちに彼女と一緒に寝たクライヴ・シャートクリフが否定している。シャートクリフによれば、ベルは自分が再逮捕される前の数日間の逃亡劇の最中、自分に対して処女を捧げ、以下のように声高に言ったという。「もう私は独りぼっちじゃないし、子供が欲しい」。
1973年11月、16歳のメアリーは、チェシャー州にある女子刑務所、「HM・スタイアル刑務所」(HM Prison Styal)内の警備が厳重な翼棟に移送された。時折行われる集団精神療法(Group Psychotherapy)と精神安定剤の投与が治療の中心となった。伝えられるところによれば、メアリーはこの施設への移送を恨んでおり、ここに収監されているあいだに仮釈放を申請しているが、受理されることは無かったという。
1976年6月、メアリーはムーア・カート開放型刑務所に移送され、そこで秘書科目を受講した。1977年9月、メアリーは受刑者の1人、アネット・プリースト(Annette Priest)とともにこの刑務所から脱獄した。この脱獄の事実はイングランド全土に報道された。メアリーとアネットの2人は、2人の若い男性と一緒にブラックプールで数日間過ごした。遊園地を訪れ、地元にある複数のホテルで寝泊まりした。メアリーは、アネットと別行動に出るまで「メアリー・ロビンソン」(Mary Robinson)という偽名を名乗っていた。
9月13日、出会った男性の一人で、ダービシャー州(Derbyshire)に住む、クライヴ・シャートクリフ(Clive Shirtcliffe)の自宅でメアリーは逮捕された。この時点で、メアリーは自身の身元を偽装する目的で、金髪に染めていた。メアリーはその日の夜に身柄を確保され、アネット・プリーストはこの数日後にリーズ(Leeds)にて逮捕された。逃亡の罰として、メアリーは刑務所における特権を28日間喪失した。メアリーとアネットの2人をブラックプールに送っていった2人は、いずれもしみったれた盗人であった。この2人は「脱獄犯を匿った」として、執行猶予付きの懲役刑と100ポンドの罰金を科された。
メアリーが服役している間に、母親のエリザベスは娘の話や写真をタブロイド紙に売ってお金を稼いでいた。ある時、彼女は娘に「あなたは悪魔の子よ」と言った。

## 釈放
1979年6月、イングランド内務省はメアリー・ベルをHM・アスカム・グレインジ刑務所（HM Prison Askham Grange, アスカム・リチャード村にある開放型刑務所）に移送する決定を発表し、その翌年に予定されていたメアリーの社会復帰の準備に尽力した。1979年11月、メアリーは最終的な出所への準備に向けて、監視指針のもと、最初は秘書として、次にヨーク・ミンスター(York Minster)にある一軒の喫茶店で給仕として働いた。
1980年5月、メアリー・ベルはアスカム・グレインジ刑務所から釈放され、約11年半の服役を終えた。彼女は23歳となっていた。メアリーは（新しい名前を含む）匿名性を許可され、イングランド国内の別の場所で、名前を変えて新生活を始めることになった。メアリーの釈放後、イングランド内務省の報道官は次のように語った。「普通の暮らしを送る機会を与えられたメアリー・ベルは、自分のことは構わないで欲しい、と言っている」。また、アスカム・グレインジ刑務所から出所する数か月前、彼女は妊娠するも、中絶している。
釈放から4年後の1984年5月25日、メアリーは娘を出産した。これはメアリーの唯一の子供となった。ギタ・ゼレニー(Gitta Sereny)によるメアリーとの面談によれば、彼女が被害者家族に与えた傷を認識し始めたのは、子供ができてからであるという。
メアリーの娘は、1998年にメアリーが当時住んでいたサセックス海岸(Sussex Coast)の行楽地に約1年半滞在していた、と報道されるまで、自分の母親の過去については何も知らなかったという。報道機関にすっぱ抜かれたメアリーは、やむを得ず、当時14歳の娘とともにここを出発し、覆面捜査官に付き添われながら隠れ家まで送られた。その後、母娘はイングランド国内の別の場所に移住した。
伝えられるところでは、釈放後のメアリーはタインサイド(Tyneside)に何度か戻っていて、一時期ここに住んでいたとされる。

### 匿名生活
メアリーが娘を産んだあとに認められた匿名の権利の期限は、当初は「娘が18歳になるまで」であった。しかしながら、2003年5月21日、メアリー・ベルは高等裁判所と話し合い、自分と娘の匿名性について、死ぬまでずっと認められるという裁判所命令の発動にこぎつけた。この裁判所命令を承認したのは、高等裁判所の判事、エリザベス・バトラー＝スロス(Elizabeth Butler-Sloss)であった。2009年1月、メアリー・ベルの孫娘が生まれた。裁判所命令は、のちにこの孫娘を含めて「Z」と呼ぶよう改訂された。また、この裁判所命令は、メアリーの家族とその生活を特定する可能性のある如何なる情報も公開してはならない、と定めている。これらの裁定の結果、連合王国内で受刑者の身元を恒久的に保護する裁判所命令は、俗な表現で「メアリー・ベル命令」(Mary Bell order)と呼ばれるようになった。また、この言葉は英語辞典の『Lexico』にも掲載されるようになった。
1998年、メアリー・ベルは、ジャーナリストのギタ・ゼレニー(Gitta Sereny, 1921 - 2012)に協力する形で取材と調査に応じ、『Cries Unheard: The Story of Mary Bell』（邦訳：古屋美登里 『魂の叫び―11歳の殺人者、メアリー・ベルの告白』、1999年、清流出版）を出版した。メアリーはこの本の中で、自分の犯した行為の前後の出来事、売春婦だった母親（メアリーは母親のことを「dominatrix」〈「女帝」〉と呼んでいる）と母親の「顧客」たちから受けていた虐待についての詳細、自身が収監される前、収監中、釈放後の本人について知っている親族、友人、専門家との面談の内容について記述している。
ゼレニーはメアリーとの面談、その検証作業を通じて、本書で次のような問いかけを執拗に行った。「文明社会は暴力を振るう子供たちにどう対処すべきか、大人と同じように罰するのか、それとも彼らの感情の発達が未熟であることを認識し、道徳的な生活を送れるようになることを期待して治療を提供するのか。11歳の子どもは意思を形成できるのか。11歳の子供、特に肉体的、精神的にひどく虐待された子供が、自分の行動の結果を完全に理解できるのか？」。当時40代前半になっていたメアリーについて、「非常に思慮深く、反省した、贖罪を求める女性だ」と語った。
『Cries Unheard: The Story of Mary Bell』が出版されたのち、メアリーは著者のギタ・ゼレニーによる研究調査に参加したことで、ゼレニーから報酬として約15000ポンドを受け取った。このことで物議を醸したことがある。報酬を受け取ったメアリーは、煽情的な雑誌や世間から批判を浴びせられた。また、イングランド政府は、「犯罪者は自身の犯した行為から利益を得るべきではない」という理由で、この本の出版を阻止するための法的手段を取ろうとするも、失敗に終わった。ギタ・ゼレニーは、この本を出版するという自身の目的を優先させたことや、本の内容が、被害者よりもメアリー・ベル本人を重点的に取り上げたものであったことを理由に、メアリー・ベルが殺した被害者の遺族からこきおろされた。批判を受けたゼレニーは、マーティン・ブラウンの母親とブライアン・ハウの母親に個人的に手紙を綴った。ゼレニーはこの手紙の中で、「（どちらの母親にも）出会えなかった」と弁解して彼女らに連絡を取らなかったことについて謝罪し、「決して遺族の存在を忘れていたわけではありませんでした」と弁明した。また、この本を出した目的について、ゼレニーは「この恐るべき犯罪を再現することではなく、何故このようなことが起こり得たのか、を理解することにあります」と述べた。
メアリー・ベルの所在については不明であり、2003年に高等裁判所が発動した命令により保護されたままである。ギタ・ゼレニーによれば、メアリーは自分が受けた有罪判決を「不当なもの」だとは主張しておらず、幼いころに受けた虐待が自分の犯した行為の免罪符になるわけではない、と率直に受け入れている。

### テレビ番組
- BBCテレビは、1998年に放送した一連の作品『Children of Crime』の一環として、メアリー・ベルの事件と有罪判決に焦点を当てた出来事を放送した。48分間に亘って放送されたこの話は、ジム・カーター(Jim Carter)が語り部を務めた。この中では、事件を担当した警察官に加え、メアリーの幼年時代の仲間数人が取材を受ける場面が収録されている。この話は、1998年4月に初めて放映された[86]。

- 『Investigation Discovery Channel』は、実録犯罪記録『Deadly Women』の一環として、メアリー・ベルによる殺人に焦点を当てた記録映像を制作した。『Young Blood』と題したこの45分間の記録映像は、2009年8月20日に初めて放送された[87]。

### 関連書籍
- Becker, Ryan; Veysey, Nancy (2019). Mary Flora Bell: The Horrific True Story Behind An Innocent Girl Serial Killer. London: Independent Publishers. ISBN 978-1-793-19427-5
- Sereny, Gitta (1972). The Case of Mary Bell: A Portrait of a Child Who Murdered. Grantham: Eyre Methuen Limited. ISBN 978-0-413-27940-8
- Sereny, Gitta (2000). Cries Unheard. Why Children Kill: The Story of Mary Bell. New York City: Macmillan Publishers. ISBN 978-0-805-06067-6

## 資料
- Contemporary The Bryan Times news article detailing the murders committed by Mary Bell
- Contemporary Guardian news article pertaining to the conviction of Mary Bell
- 20 December 1968 news article detailing Mary Bell's appeal against her conviction
- 1998 BBC News article detailing the case of Mary Bell
- Excerpt of Cries Unheard. Why Children Kill: The Story of Mary Bell
- The case of Mary Bell at crimelibrary.com
- Crime & Investigation entry pertaining to Mary Bell
- The Mary Bell Case at documentaryheaven.com